# روكي بويد
روكي بويد (بالإنجليزية: Rocky Boyd)‏ هو عازف جاز أمريكي، ولد في 1936 في بوسطن في الولايات المتحدة.